# A boy's world
A boy's world is een studioalbum van Gert Emmens.
Emmens gaf met het album de wereld weer in de ogen van zoon Frank, dan twaalf jaar oud. Frank Emmens’ kinderstem is op dit album van Gert Emmens te horen. Frank is tevens op de platenhoes te zien, geplaatst in een surrealistisch landschap getiteld Sandcastle van George Grie, later verantwoordelijk voor de hoes van Letters from Utopia van Kayak. Emmens speelde opnieuw lange melodielijnen boven sequences, zijn variant op de Berlijnse School voor elektronische muziek.

## Musici
- Gert Emmens – synthesizers, elektronica bestaande uit Boss DR-660, CRB stringmachine, Elektor Formant modular, Elka Solist 505, EMU E6400 Ultra, EMU Proteus 2, EMI Vintage Keys Plus, Farfisa Syntorchestra, Hammond Auto Vari 64, Korg MS2000, Korg PE-1000, Korg Wavestation EX, Memorymoog Plus, Minimoog, Moog Prodigy, Moog the Source, Moog Taurus MK1, Philips Philicorda GM751, PPG 1020, Roland MDC1, Roland MVS1, Roland SH-32, Vermona ER9, Yamaha AN1x, Yamaha SY85.

## Muziek

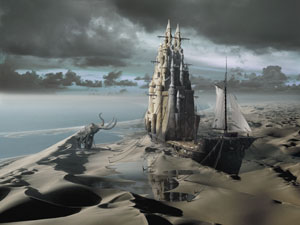
Afbeelding van Sandcastle van Grie; gebruikt als hoes van A boy's world

| Nr. | Titel                                         | Duur  |
| --- | --------------------------------------------- | ----- |
| 1.  | School's out                                  | 10:40 |
| 2.  | Gaming (part 1: Battles are won and lost)     | 21:26 |
| 3.  | Life around the sand castle                   | 9:55  |
| 4.  | Gaming (part 2: The quest)                    | 20:32 |
| 5.  | Adolescant behaviour                          | 10:48 |
| 6.  | Nothings lasts forever (For Mom, in memoriam) | 5:28  |